# Crimson/Red
Crimson/Red è il decimo album in studio del gruppo musicale britannico Prefab Sprout, pubblicato nel 2013.

## Tracce
1. The Best Jewel Thief in the World
2. List of Impossible Things
3. Adolescence
4. Grief Built the Taj Mahal
5. Devil Came a Calling
6. Billy
7. The Dreamer
8. The Songs of Danny Galway
9. The Old Magician
10. Mysterious